# Klooster Dobbertin

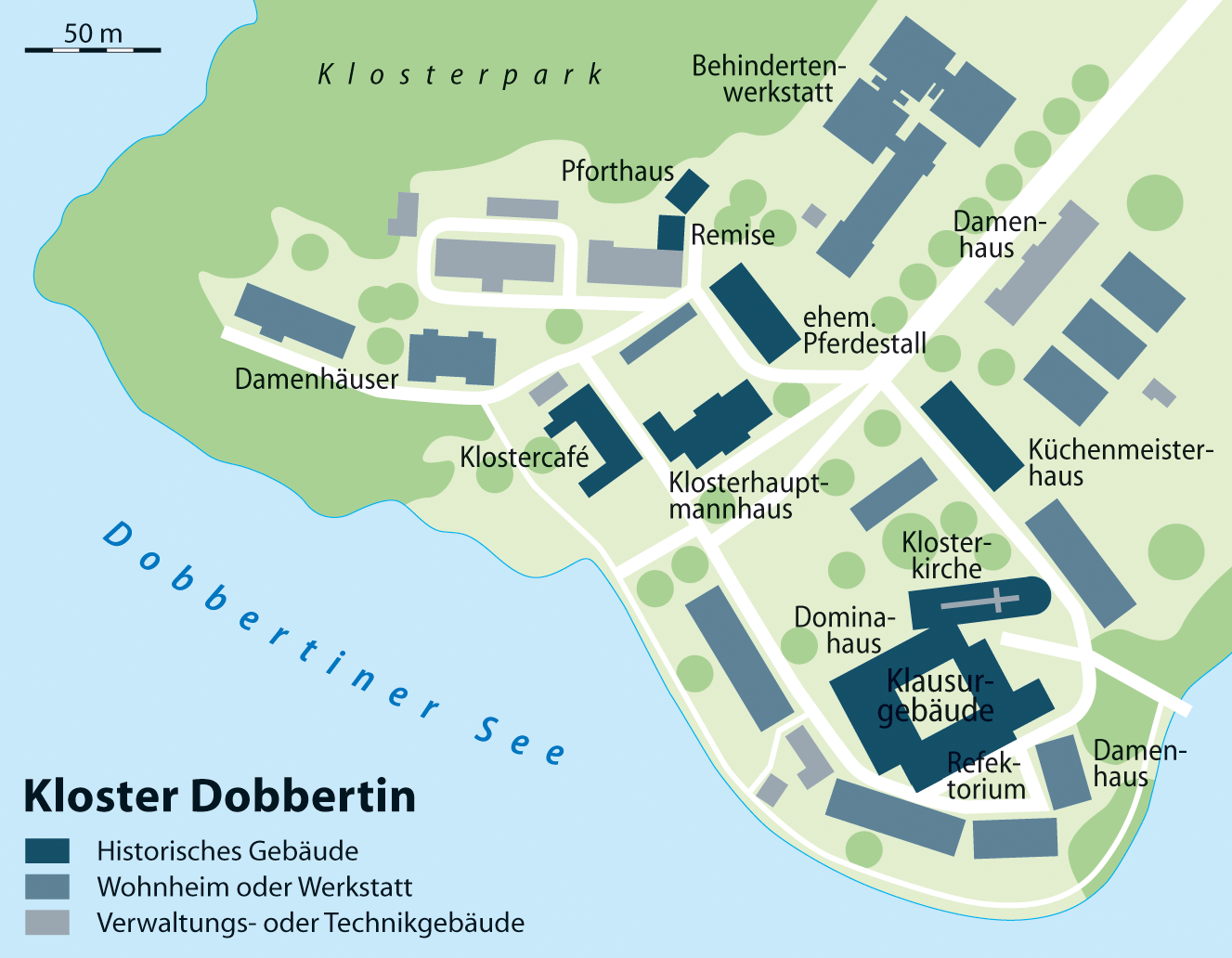
Kaart Klooster Dobbertin

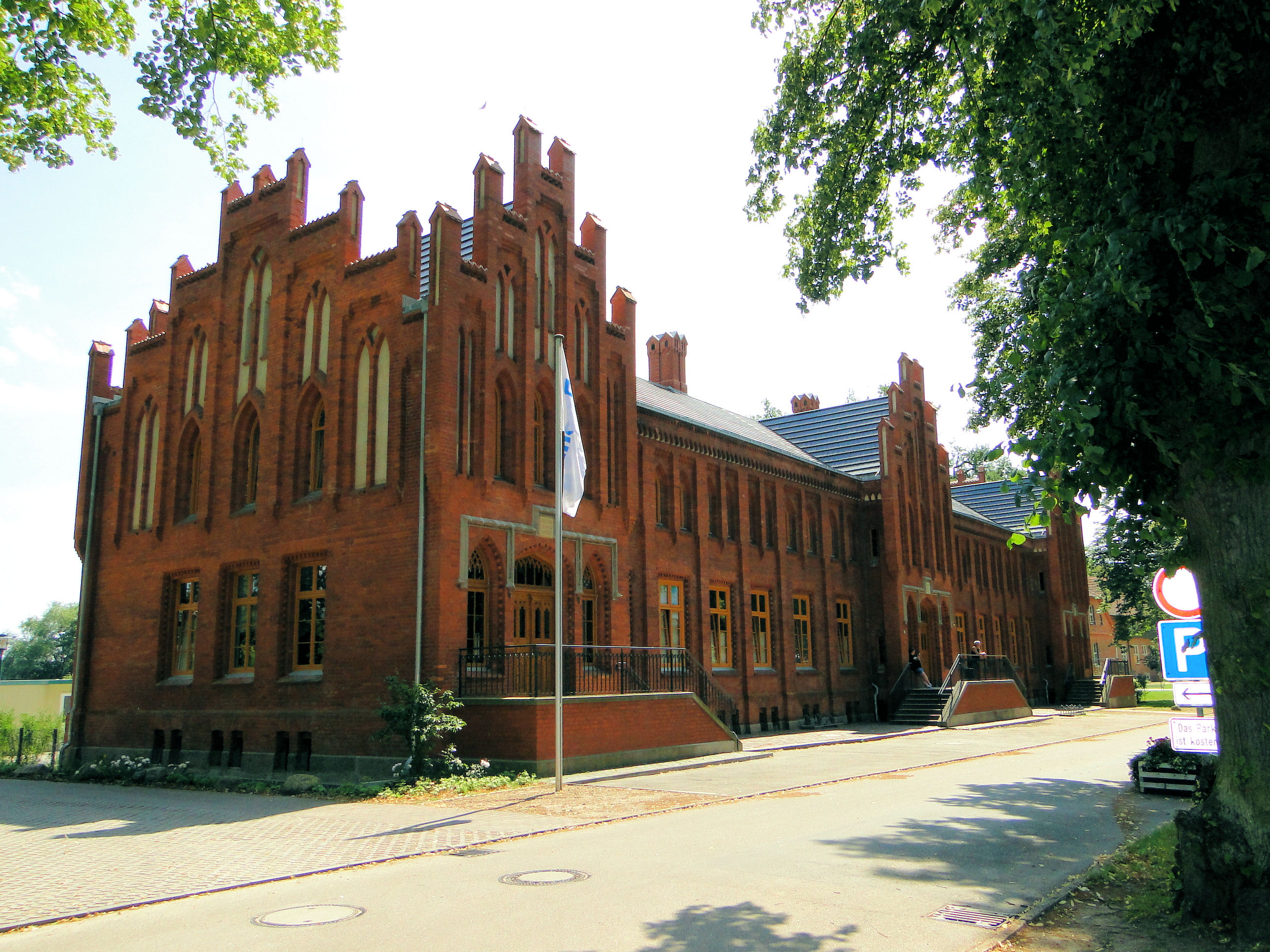
Vrouwenhuis

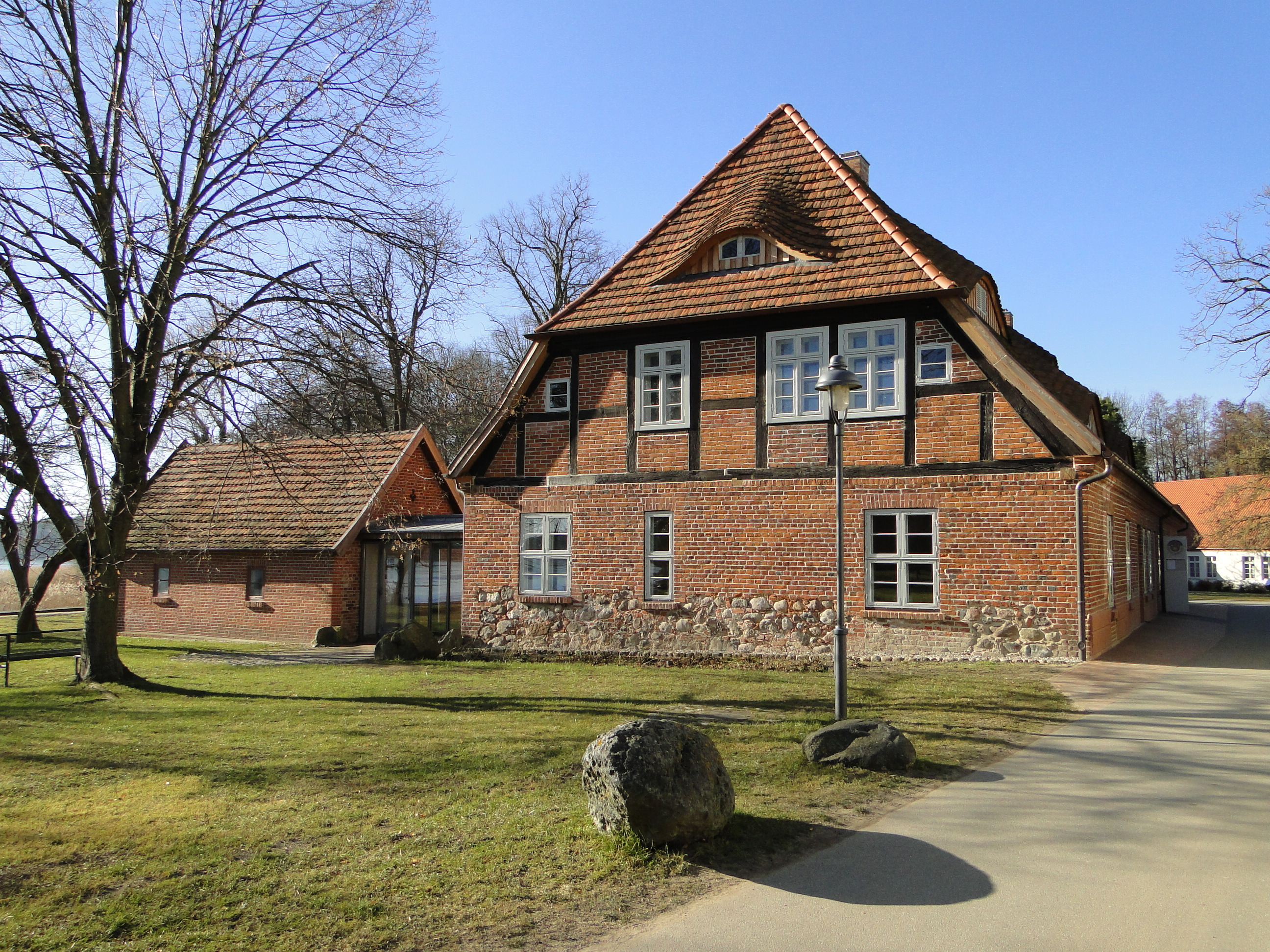
Brouw- en bakhuis

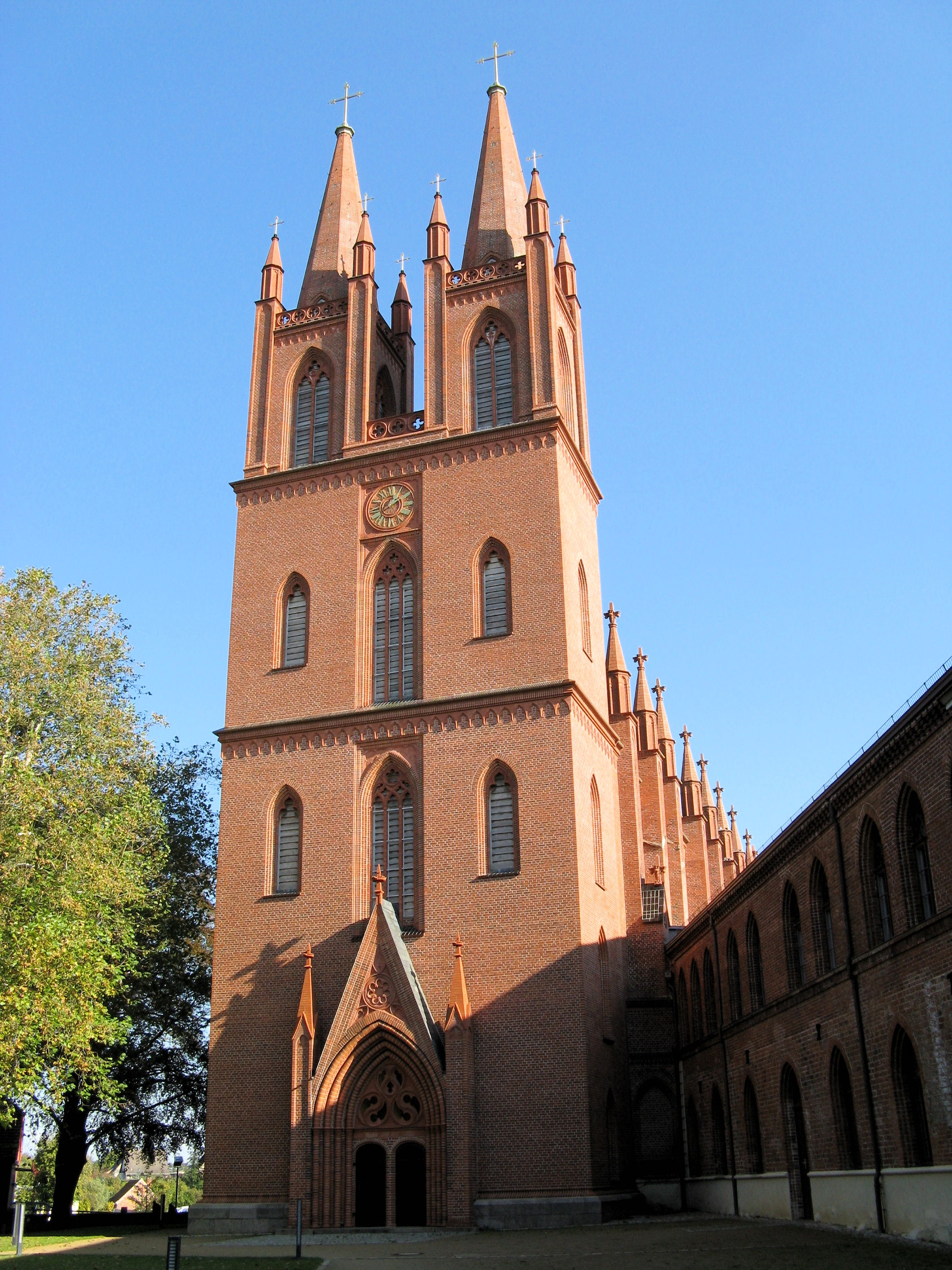
De tweelingtorens van het westelijke front

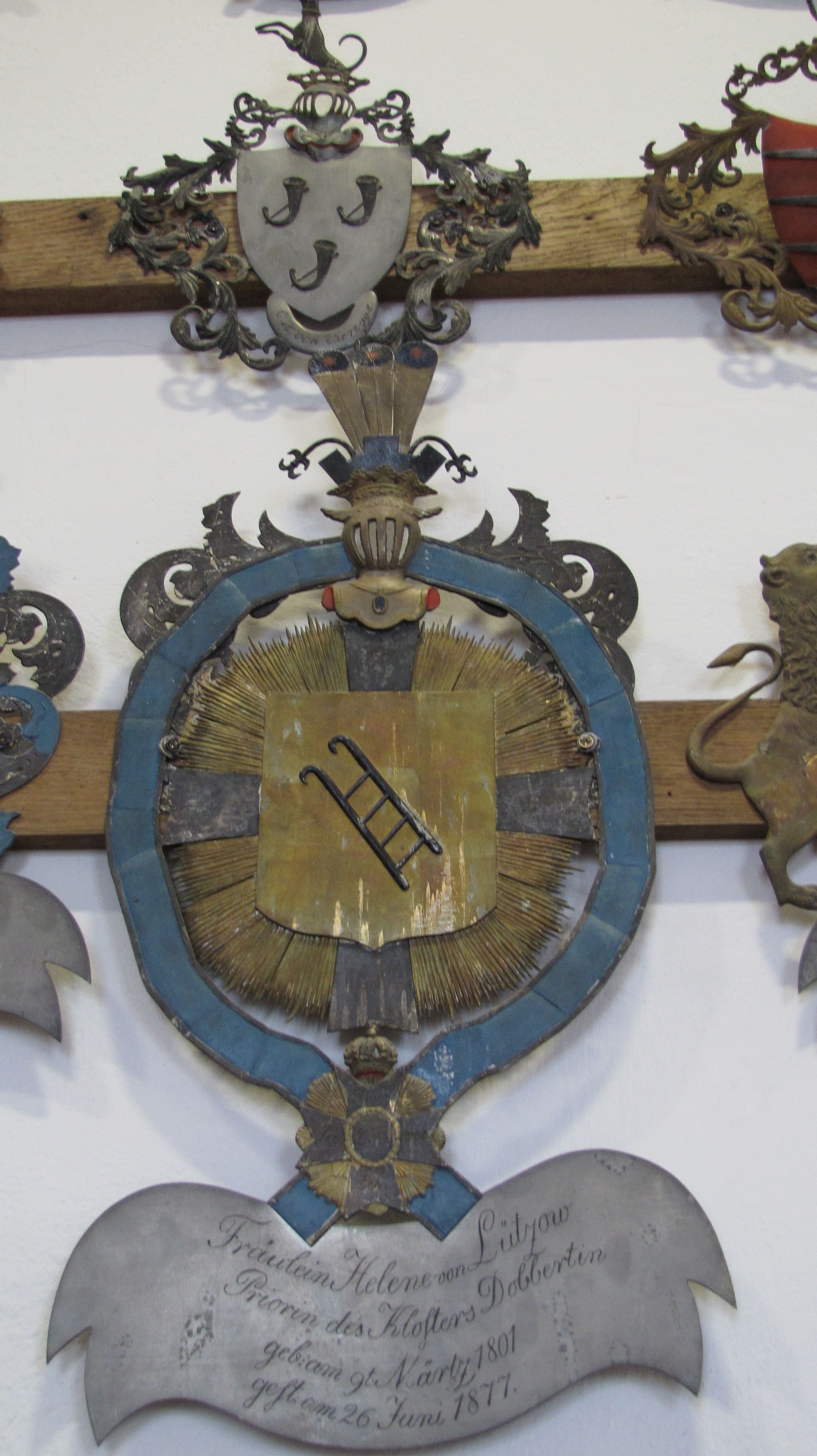
Wapen van priorin Helene von Lützow (1801–1877) met ordekruis

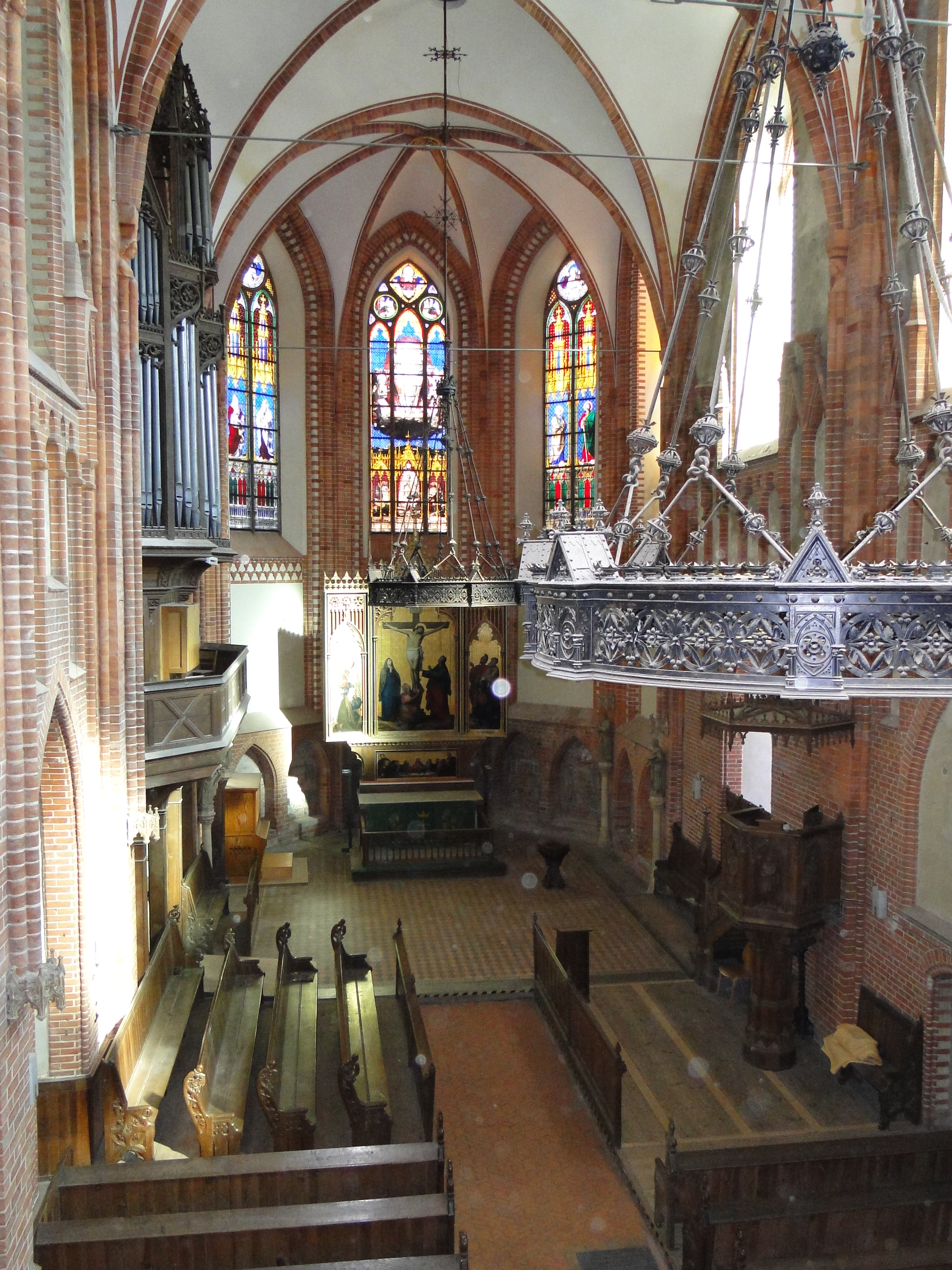
Koor

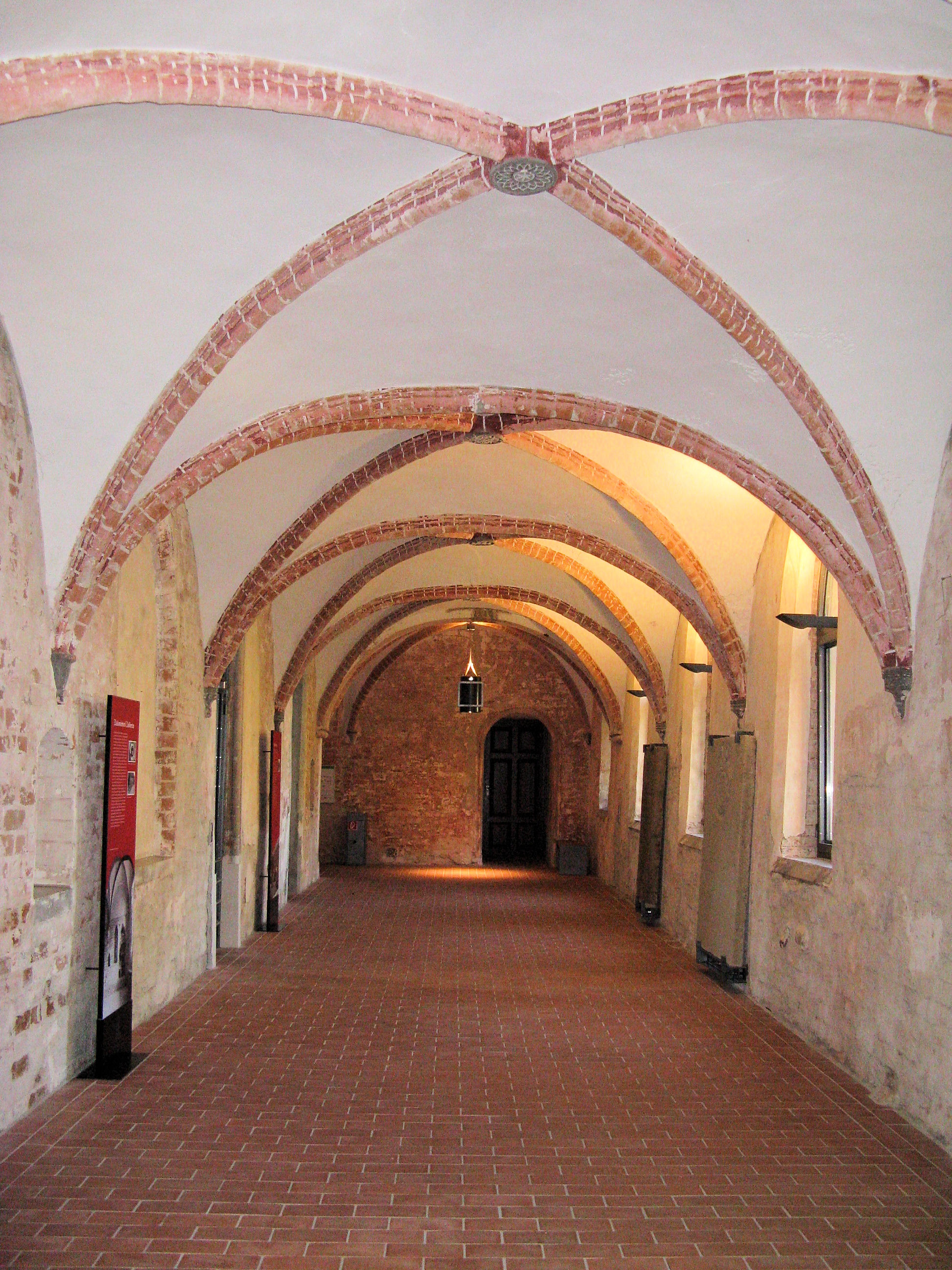
Noordelijke kruisgang

Het Klooster Dobbertin is een voormalig kloostercomplex bij Goldberg in Mecklenburg-Voorpommeren. Het was vroeger een van de grootste en rijkste nonnenkloosters van de Benedictijnse Orde in Mecklenburg. Na de opheffing in 1572 werd het klooster voor 360 jaar lang een protestants stift voor adellijke dames. Tegenwoordig wonen er op het kloosterterrein mensen met een verstandelijke beperking. Aan het klooster zijn ettelijke sagen verbonden.

## Geschiedenis
Van een exacte oprichtingsdatum van het klooster zijn geen documenten bewaard gebleven. Het klooster moet ergens tussen 1219 en 1225 opgericht zijn door Hendrik Borwin I (overleden in 1227), diens zoon Hendrik Borwin II (1170 - 1226) en Nicolaas II van Gadebusch (voor 1180 - 1225). Zij gaven het aan monniken van de Benedictijner orde, die er kloostergebouwen en een kerk bouwden. Het klooster kreeg ook een taak toebedeeld in de kolonisatie van de oostgebieden. Naast het kerngebied Dobbertin wist het klooster aanzienlijk bezittingen in de omgeving van het huidige Röbel en Lübz te verwerven. Ongeveer 15 jaar na de stichting verlieten de monniken het klooster en vertrokken naar het Mariaklooster te Stade (Nedersaksen).
Benedictijnse nonnen namen toen de plaats van de monniken in. Waarschijnlijk waren ze afkomstig uit het Nedersaksische klooster Zeven. Het kloosterleven en ook het bestuur werd geleid door een proost en de priorin. Bisschop Brunward (? - 1238) verleende het klooster het recht op een vrije keus van een proost en priorin. Op aandringen van de geestelijkheid werd in het jaar 1288 een hospitaal ingericht.
In de loop der tijd ontwikkelde het klooster zich tot het rijkste van Mecklenburg met 25.122 hectare land, bossen, weilanden en watergebieden. Naast de 26 kloostergoederen en 37 dorpen bezat het klooster in haar hoogtijdagen 19 parochiekerken, 27 scholen, 12 bosbouwbedrijven, 16 molens, 3 timmerwerven, 4 steenfabrieken en meerdere kalkovens, zagerijen, smederijen, boerderijen, glasfabrieken, teerovens, hoeven, schaapskooien en herbergen.
In 1549 besloot de Landdag tot de invoering van de lutherse leer in Mecklenburg. Met Margaretha Wangelin werd de eerste protestantse priorin van het klooster ingezet, echter de nog rooms-katholieke bewoonsters negeerden haar en boden hardnekkig weerstand tegen de hertogelijke pogingen om de reformatie ook in het klooster door te voeren. Het verzet van de nonnen duurde 15 jaar en werd pas met de dood van de oudere onbuigzame nonnen gebroken. Op den duur lukte het de nonnen niet meer om na de voortdurende visitaties de stapsgewijze overname van het klooster door de landadel te voorkomen.
De bewoonsters van het protestants geworden klooster hadden geen bepaalde dracht, maar droegen wel allen een kruis met de woorden pour la vertu (voor de deugd). Men had beschikking over ruime woningen en meiden en knechten die hielpen bij het zware werk. Buiten de 32 woningen voor de dames, die zich conventualinnen noemden, waren er nog een aantal aparte huizen voor onder andere het hoofd van het klooster, de geestelijke verzorgers, de domina en de keukenmeester. Op het terrein van het klooster bevonden zich naast de kerk en de kloostergebouwen het brouw- en bakhuis, een bakkerij, een graanschuur en droogvloer, een ijskelder, een badhuis, gevangeniscellen en paardenstallen. Tegenover het kerkhof waren nog meer gebouwen, hieronder bevonden zich woningen, een grote boerderij met onderkomens voor de landarbeiders en werklieden, meerdere stallen voor het vee en hallen voor opslag en een kwekerij.

### Einde van het stift
Na het einde van de Duitse monarchie werd op 18 november 1918 het bestuur van het klooster met het gehele vermogen en bezit aan de vrijstaat Mecklenburg-Schwerin overgedragen. Voor de bewoonsters van het klooster veranderde er in eerste instantie weinig, ze mochten er voor de rest van hun leven blijven wonen.
Tijdens het nationaalsocialistisch bewind namen de bemoeienissen van de overheid met het klooster echter toe. Tot grote ergernis van het klooster werd de domina Auguste von Pressentide gedwongen zich terug te trekken en werd de lokale voorzitster van een nationaalsocialistische vrouwenorganisatie, Agnes von Bülow, als bedrijfsleider van het convent benoemd. Een vereniging die waakte over de rechtspositie van de conventualinnen werd op 21 september 1938, na eerdere pogingen van de Geheime Staatspolitie in Schwerin, op last van de gouwleider van Mecklenburg, Friedrich Hildebrandt, verboden.
Vanaf 1942 werden in de woningen van het klooster families uit het Rijnland, Hamburg en Berlijn gehuisvest, wier huizen platgebombardeerd waren. Kortstondig huisvestte het klooster er nog een meisjesschool, de Hitlerjeugd en een vormingsplek voor bosarbeiders en vanaf 1943 een kraamkliniek van de Nationalsozialistische Volkswohlfahrt.

### Na 1945
Na de Tweede Wereldoorlog verbleef het Rode Leger op het kloosterterrein. Het klooster werd nu als kazerne gebruikt. De gebouwen leden schade en talrijke historische zaken werden verwoest. Ook de conventualinnen moesten in mei 1945 het klooster verlaten. Nog in hetzelfde jaar stierven acht van hen, anderen wisten onderdak te regelen in Dobbertin en Dobbin. Agnes von Bülow verhing zich op 13 november 1945. De laatste door het convent gekozen domina, Auguste von Pressentin, stierf op 91-jarige leeftijd op 23 februari 1951. Tijdens de bezetting brandden in het jaar 1946 delen van het oostelijk kloostergebouw en het interieur van de zuidelijke toren van de kloosterkerk uit. Het klooster en Dobbertin werden een doorgangskamp voor tienduizenden vroegere krijgsgevangenen en dwangarbeiders.
In 1947 verlieten de Sovjet-troepen het klooster. De leegstand leidde tot nieuwe plunderingen, maar in de herfst van 1947 werd er een verzorgings- en verpleeghuis ingericht voor 500 personen. Ook namen een twaalftal conventualinnen er weer hun intrek. De laatste van hen, Elisabeth Charlotte gravin von Bassewitz, stierf op 22 april 1974 en werd op het kerkhof van het klooster in Dobbertin begraven. Sinds 1961 werd het hele kloosterterrein een dependance van het psychiatrische ziekenhuis van Schwerin voor mensen met een geestelijke beperking of een psychische ziekte.

### Na de Wende
Na die Wende nam op 1 juli 1991 het Diakoniewerk Kloster Dobbertin gGmbH de zorg van het hele klooster op zich. Het werk van de diaconie strekt zich uit van hulp aan mensen met een beperking, ouderenhulp, psychosociale hulp, verslavingszorg en mensen die op enigerlei wijze gevaar lopen, ondersteuning en hulp bij vorming tot hulp aan kinderen en families. In 1991 woonden er nog 550 cliënten.
In hetzelfde jaar werd het kloostercomplex naar een besluit van de landsregering van Mecklenburg-Voorpommeren met ondersteuning van de Deutsche Stiftung Denkmalschutz en de  Deutsche Bundesstiftung Umwelt gerenoveerd. In 1995 werd het 775-jarig jubileum van het klooster gevierd.
In 1997 bezochten voor het eerst weer Benedictijnse monniken van de abdij Ottobeuren het voormalige Benedictijnse klooster Dobbertin, gevolgd door de nonnen van het klooster Alexanderdorf in 2000 en de Benedictijner monniken van de priorij Nütschau in 2004.
In het voormalige brouw- en bakhuis van het klooster bevindt zich tegenwoordig een café met uitzicht op het meer.

### Heksenprocessen in het klooster
Er zijn nog enige kloosterakten die getuigen van heksenprocessen die circa 400 jaar geleden in het klooster plaatsvonden. Het inmiddels protestantse Mecklenburg telde tot de gebieden waar nog over een lange periode zware heksenvervolgingen woedden. De oorzaak hiervan wordt gezocht in de juridische verbrokkeling van Mecklenburg, een zwakke positie in deze van de overheid en de sterke positie van de adelstand. In het dunbevolkte gebied waar nauwelijks 200.000 inwoners woonden werden ongeveer 4000 processen tegen vermeende heksen gevoerd, waarvan ongeveer de helft ter dood werd veroordeeld. Tegen het einde van de 16e eeuw bereikten de Mecklenburgse heksenjacht het hoogtepunt. Het laatst bekende heksenproces in Mecklenburg vond in 1777 plaats. Ook het bestuur van het klooster hield zich bezig met dergelijke processen. Er werden in Dobbertin van 1594-1682 14 processen gevoerd. Hiervan resulteerden negen in ter doodveroordelingen door verbranding op de brandstapel. Het gerecht van het klooster Dobbertin was echter vrijgesteld een vonnis uit te spreken. De strengste oordelen (meestal de ter doodveroordelingen) werden opgelegd door de Juridische Faculteit van de Universiteit van Rostock.

## De kloosterkerk
De kloosterkerk is een eenschepig gebouw met een hoge, zeven traveeën lange ruimte en een 5/8 koorafsluiting. De ruimte heeft kruisribgewelven en wordt in het westelijke deel gedomineerd door een massieve galerij. De zoldering van de tweeschepige voorhal met kruisribgewelven rust op achthoekige granieten zuilen met eenvoudige kapitelen.
Met de bouw van de oorspronkelijke kerk van veldstenen werd tegen het einde van de 13e eeuw begonnen. Het kerkgebouw had toen vermoedelijk nog geen toren.
Vanaf 1828 werd onder leiding van de Duitse architect Georg Adolf Demmler de middeleeuwse kerk van het klooster vergroot en verbouwd naar een ontwerp van de Berlijnse architect Karl Friedrich Schinkel.  Als voorbeeld diende Schinkels ontwerp voor de eveneens als zaalkerk gebouwde Friedrichswerderse kerk in Berlijn. Het westelijk portaal met de beide torens werd in 1837 voltooid. Het middeleeuwse muurwerk werd geheel met neogotische baksteenarchitectuur ommanteld. De voltooiing ervan was in 1851.
Merkwaardig voor een kerkgebouw is het pentagram van maaswerk in de aanbouw voor de orgelgalerij aan de noordelijke gevel. De vijfpuntige ster is een verwijzing naar Demmlers lidmaatschap van de Vrijmetselaars.
Nadat de werkzaamheden aan de torenbouw en de neogotische buitenmuren werden afgesloten, volgde in de jaren 1854-1857 de neogotische binnenbouw van de kerk. De inwijding van de nieuwe kloosterkerk vond op 11 oktober 1857 plaats met bijna 1.000 mensen op het kloosterplein voor de kerk.
In het jaar 1977 werd het hele kloosterterrein met park en kerkhof onder monumentenzorg geplaatst. Het verval aan de kerk was zo ernstig, dat men in 1979 het gebouw liet sluiten. Vanaf 1990 tot 2006 werd de kerk hersteld.

## Interieur
Het interieur is voornamelijk ontstaan in jaren 1854-1870, nadat het gebouw in neogotische vormen was verbouwd. Weinig bleef er over van de oude kerkinventaris. Hieronder bevinden zich een doopvont uit 1586 en, naast de ingang van de sacristie, een kruisigingsgroep uit 1520.
In de bovenkerk staat op de zogenaamde nonnengalerij een barokke kansel uit 1747. Het werd net als de orgelkas vervaardigd door Andreas Klinkmann uit Schwerin. Het kleine orgel werd gemaakt door de orgelbouwer Paul Schmidt uit Rostock. De gehele beschildering van de bovenkerk is met de loges van de conventualinnen het werk van de schilder Ezechiel Bromann uit Rostock. De oudste nog goed bewaarde wapens van de conventualinnen bevinden zich op de velden van de borstwering van de loges. Na de plunderingen van 1947 hingen er over de hele muur aan de zuid- en westzijde van het koor nog slechts 153 kleurrijke wapens met in totaal 231 wapenschilden van 75 adellijke families, wier dochters van 1774 tot 1933 in het klooster Dobbertin woonden. Op de nonnengalerij is achter de zuidelijke loges nog altijd de tijdens de reformatie dichtgemetselde toegang tot de kloostergebouwen voorhanden.

### Koorvensters
Het middelste venster toont de opstanding en hemelvaart van de Heer en werd naar een ontwerp van de schilder Gaston Lenthe door Ernst Gillmeister gemaakt. Het venster werd nog voor de wijding van het kerkgebouw op 11 oktober 1857 ingezet. De vier andere zijvensters werden naar ontwerp van de schilder Gustav Curt Friedrich Stever eveneens door Ernst Gillmeister gemaakt. De gebrandschilderde ramen aan de noordelijke kant stellen David en Elias (1864) en Abraham en Mozes (1866) voor. De beide zuidelijke vensters tonen Petrus en Paulus (1864) en Augustinus en Luther (1866).

### Kansel
De kansel werd ontworpen door Theodor Krüger, die eveneens het altaar ontwierp. De uit eikenhout gesneden kanselbeelden van Mozes en Jesaja uit het Oude Testament staan voor wet en profetie, terwijl de beelden van Johannes en Paulus uit het Nieuwe Testament de verkondiging en de vervulling van het Woord Gods verbeelden. Het zijn net als de vier evangelisten op de zuilen in het koor ontwerpen van de in Dobbertin geboren beeldhouwer Gustav Willgohs.

### Altaar
Het neogotische vleugelaltaar met de predella werd in 1857 naar ontwerp van Theodor Krüger gemaakt door de schrijnwerker Johann Christiansen. De drie schilderijen zijn van de hofschilder Gaston Camillo Lenthe. Het centrale deel betreft een kruisigingsscène. Naast de gekruisigde Christus staan Maria en Johannes met aan de voet van het kruis een knielende Maria Magdalena. De linkervleugel toont de drie vrouwen, die Christus navolgden tot Galilea. De rechtervleugel stelt een Romeins legionair voor met naast hem Jozef van Arimathea en Nikodemus. Het schilderij van het Laatste Avondmaal in de predella is van de schilder Gustav Stever (1864).

### Orgel
Het orgel staat in het noordelijk deel van de viering. Het ontwerp voor de orgelkas (1855) leverde de uit Wismar afkomstige architect Heinrich Thormann. Het oude orgel van Ernst Saueer uit Friedland werd in 1893 vervangen door een orgel van Schlag & Söhne uit Schweidnitz. Dit orgel werd tijdens de bezetting van het klooster door het Rode Leger vernield. Vanaf 1953 werd het orgel stapsgewijs door Alexander Schuke hersteld. Het instrument werd na het verval van de kerk in de jaren 1979-1990 door Mecklenburger Orgelbau in Plau am See gedemonteerd en opgeslagen.

### Overig
Het eikenhouten kerkgestoelte werd gemaakt door schrijnwerkers uit Dobbertin en heeft noemenswaardig houtsnijwerk aan met name de wangen. Het gestoelte voor de hogergeplaatsten eindigt steeds met een kromstaf. De beide smeedijzeren luchters zijn van 1885 en konden pas na verkleining in 1887 worden opgehangen. Er was een fout in de berekening van de grootte van de luchters gemaakt, waardoor de te grote luchters niet door de kerkdeuren pasten. Het klooster telt 23 epitafen waarop de namen van 26 overledenen wordt genoemd. De historisch gezien meest waardevolle epitafen staan in de kruisgang opgesteld met veelal namen van bekende adellijke families.

## Kruisgang
Aan de zuidelijke zijde van de kloosterkerk sluit zich een volledig omsloten kruisgang aan. De kloostergang ontstond van de 13e tot de 15e eeuw in meerdere bouwfasen met verschillende gewelfhoogtes en -breedtes. Vanaf de 16e tot de 19e eeuw werd er boven de kruisgang gebouwd. De vier vleugels van de kruisgang omsluiten een rechthoekige binnenhof en vormen op de begane grond een gesloten omgang.

## Afbeeldingen

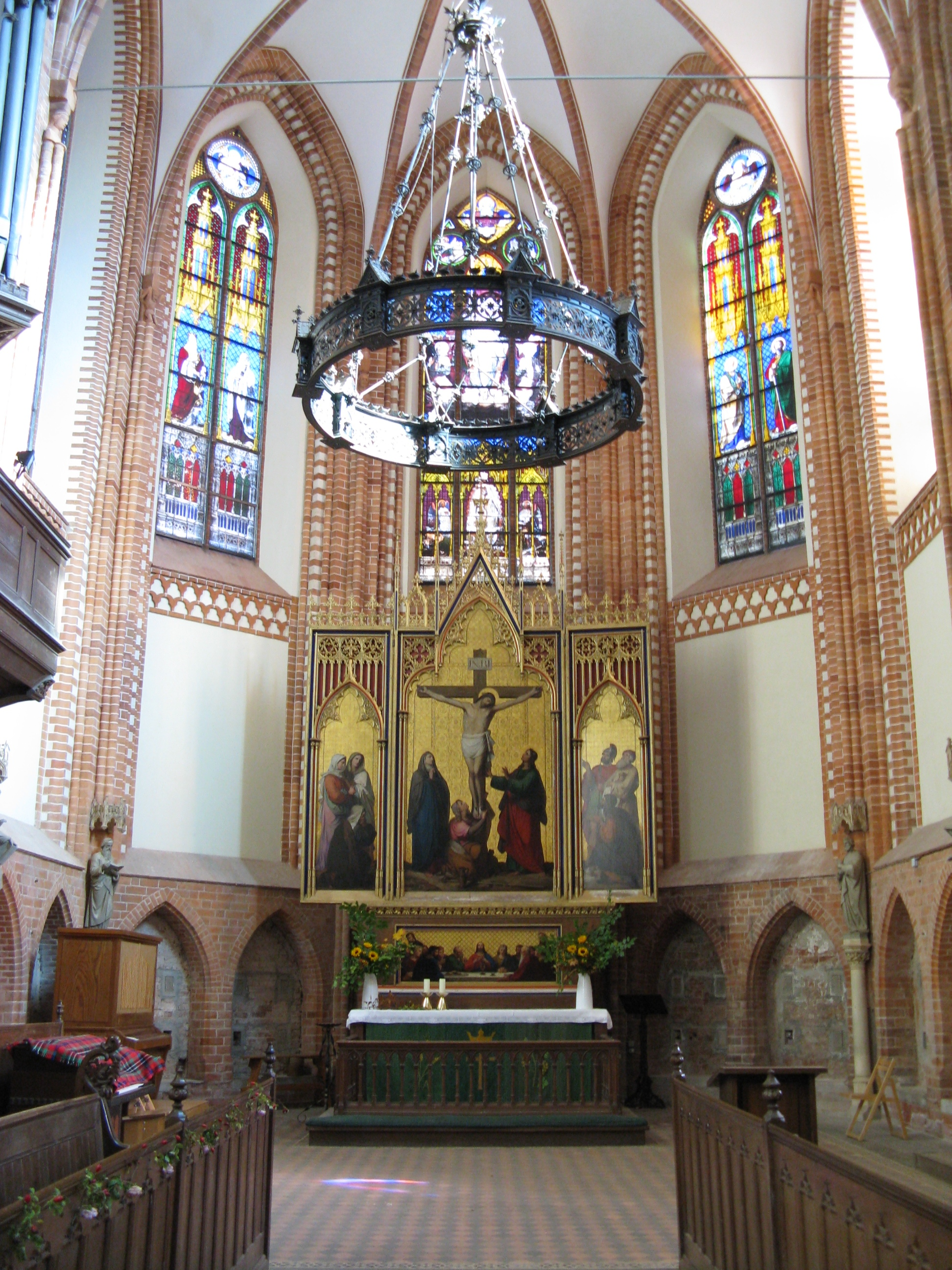
Altaar
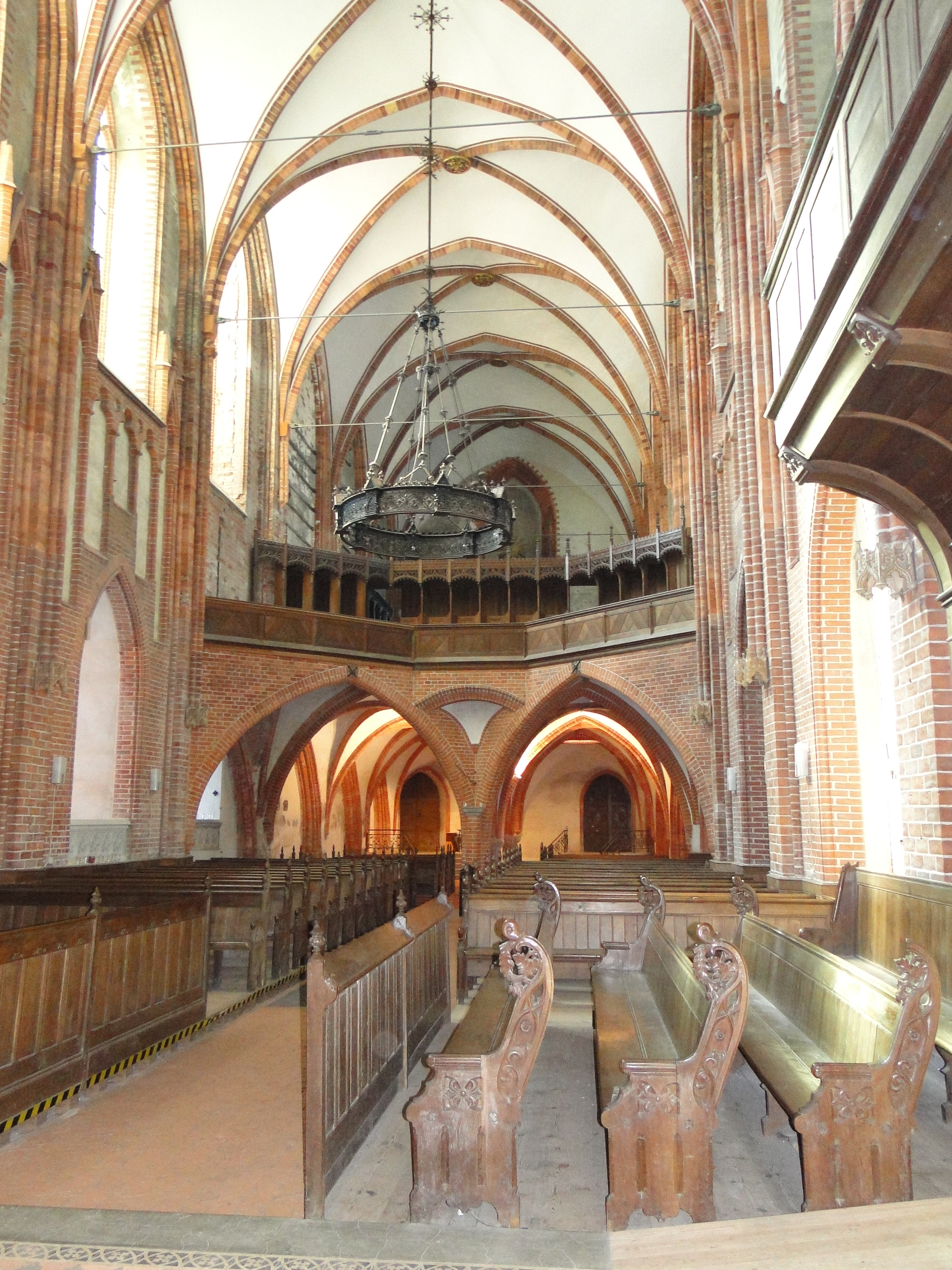
Interieur richting voorhal
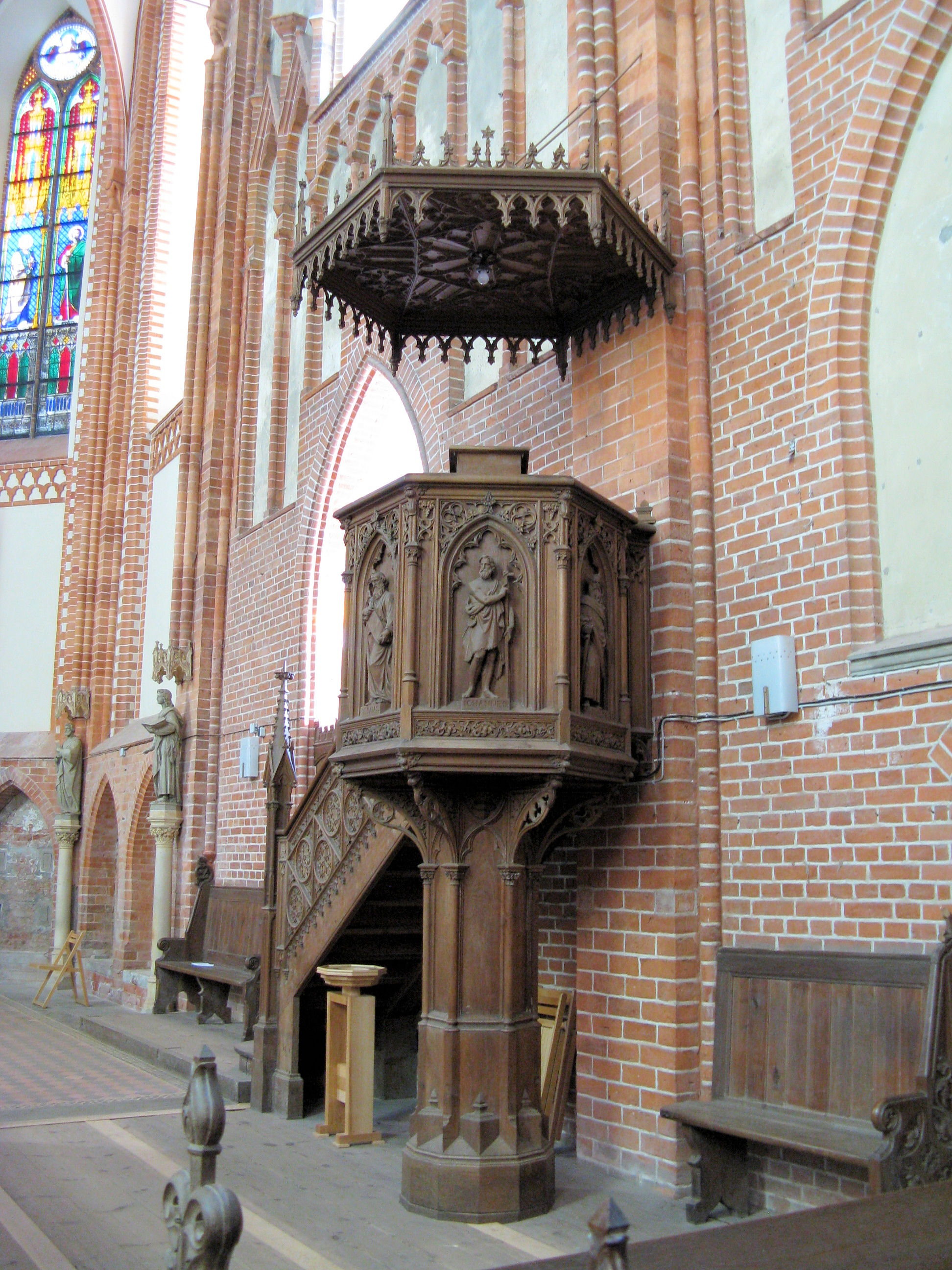
Kansel
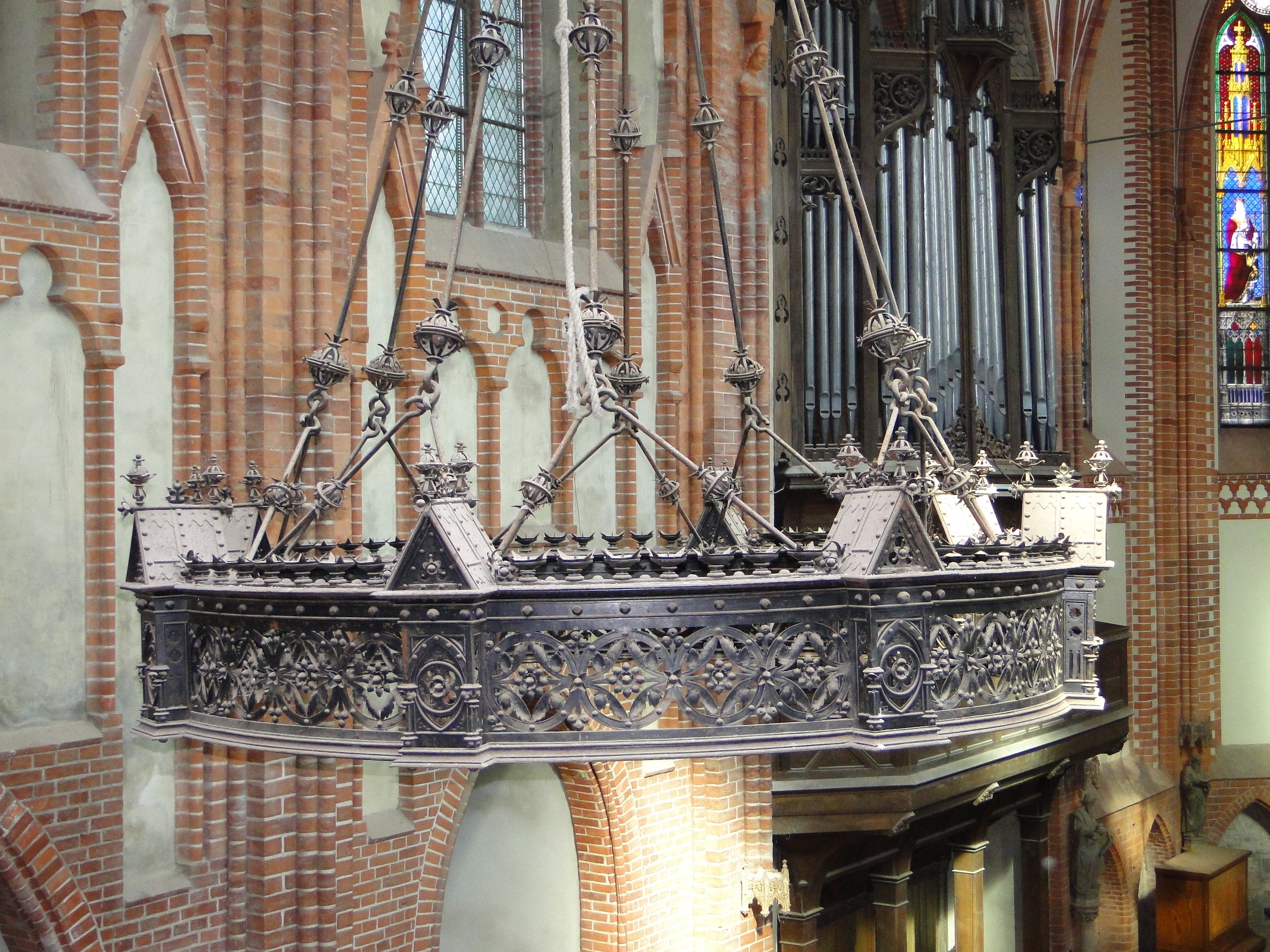
Luchter
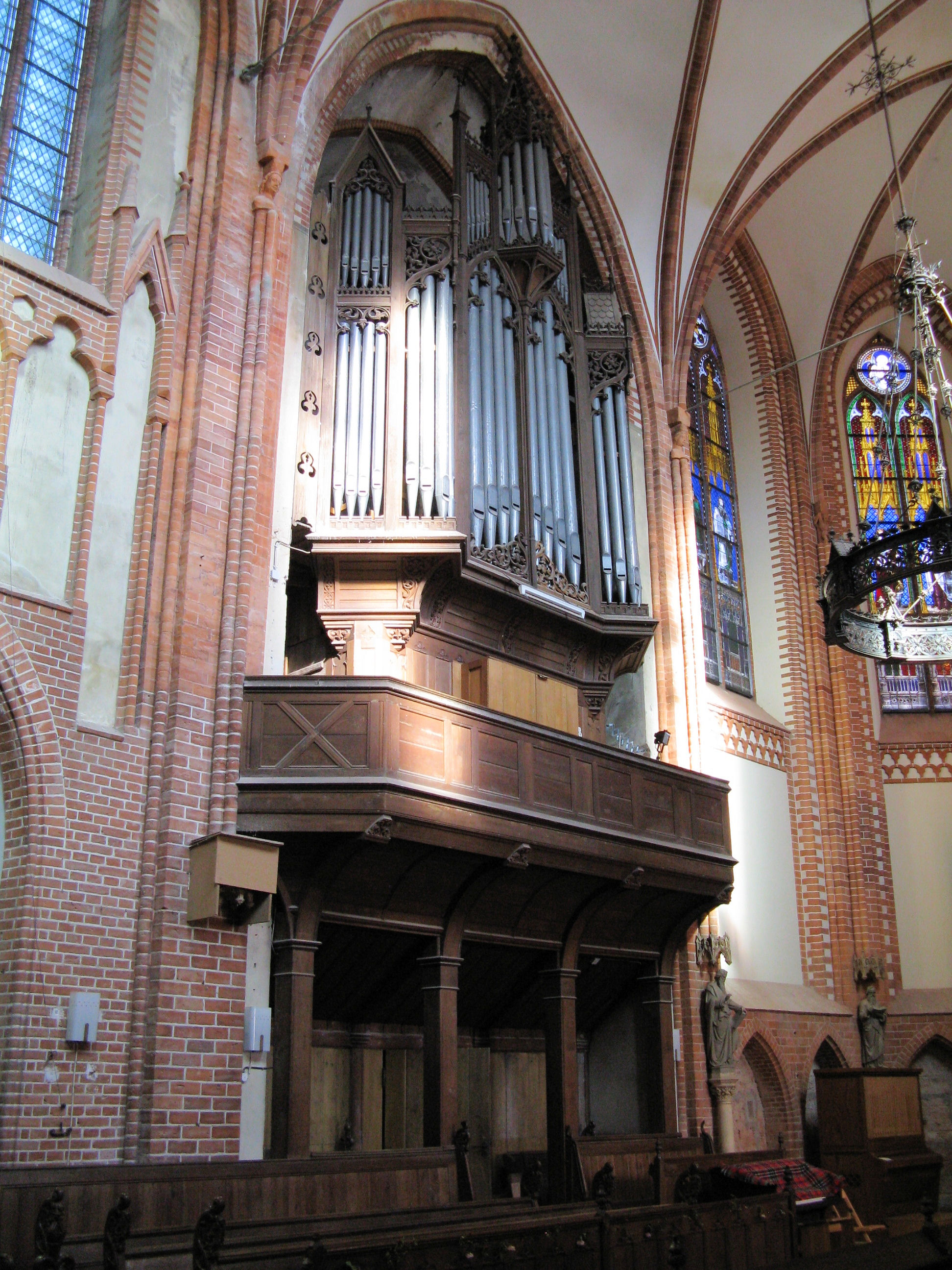
Orgel